# Hypnotic Nell
Hypnotic Nell è un cortometraggio muto del 1912 diretto prodotto dalla Kalem e diretto da Pat Hartigan.

## Produzione
Il film, prodotto dalla Kalem Company, venne girato a Santa Monica.

## Distribuzione
Distribuito dalla General Film Company, il film - un cortometraggio di 225 metri - uscì nelle sale cinematografiche statunitensi l'8 maggio 1912.